# لودویگ رکس
لودویگ رکس (آلمانی: Ludwig Rex; ۱ ژانویهٔ ۱۸۸۸ – ۲۹ سپتامبر ۱۹۷۹) هنرپیشه اهل آلمان بود.
از فیلم‌ها یا برنامه‌های تلویزیونی که وی در آن نقش داشته‌است می‌توان به مطب دکتر کالیگاری، توطئه در جنوا و اتلو اشاره کرد.